# Odveta (Hvězdná brána)
Odveta je 17. epizoda 10. řady sci-fi seriálu Hvězdná brána.

## Děj epizody
Poklidný summit vedení Jaffů v Dar Eshkalon je v troskách, když se ozve exploze přes celý tábor a zabije spoustu jaffů a těžce zraní Teal'ca a Bra'taca. O několik týdnů později se v SGC Teal'c pomalu uzdravuje a zprávy naznačují,
že za útok je zodpovědný Arkad. Jaffa bojovník beze cti, který může také být zodpovědný za vraždu Teal'covy matky před mnoha lety. Když generál Landry nechce povolit misi, Teal'c nabízí svou rezignaci a opouští Zemi.
Teal'c vystopuje a zlikviduje Lizana, bezohledného obchodníka se zbraněmi. Dále Ba'kala, nemilosrdného vraha zodpovědného za masakr v Dar Eshkalon.
Mezitím, zprávy naznačují, že Arkad organizuje koordinovaný útok na Zemi. Avšak Arkad požaduje bezpečný průchod do SGC. Zde trvá na tom, že není spojen ani s událostmi Dar Eshkalon ani s plánovaným útokem na Zemi a nabízí svou spolupráci.
Přes podezření SG-1, IOA trvá na tom, že v této chvíli nesmí být podniknuta žádná opatření proti Arkadovi. Naopak je SG-1 nařízeno najít Teal'ca a zastavit jej za každou cenu.
Na Arkadově základně čeká SG-1 na příchod Teal'ca a doufjí, že jej odradí od jeho pomsty. Nicméně, Teal'c své bývalé kolegy přemůže a zaútočí na Arkadovy stráže. Těžce raněn je předveden před čekajícího Arkada, který přiznává, že plánuje útok na Zemi a přiznává se i k vraždě Teal'covy matky. Posmívá se mu při každém úderu a přitlačí jej k zemi svým mečem. Při posledním úderu, Teal'c hodí Arkada proti zdi a ten se nabodne na vystavené zbraně.
V SGC, Mitchell sepisuje svou zprávu: Arkad zajal SG-1, ale naštěstí tam přišel Teal'c, aby je zachránil. Během operace byl Arkad omylem zabit.